# Каипкулов, Артур Ишбулдович
Каипкулов Артур Ишбулдович (баш. Артур Ишбулды улы Каипҡулов; род. 8 февраля 1986, Баймак, Башкирская АССР) — оперный певец (бас), солист Башкирского государственного театра оперы и балета, Народный артист Республики Башкортостан (2020), Заслуженный артист Республики Башкортостан (2013)

## Биография
Родился в г. Баймак, Республики Башкортостан.
Окончил Сибайский филиал Уфимского училища искусств по специальности «сольное пение» (2005) и Уфимскую государственную академию искусств им. З. Исмагилова (класс народного артиста России и Башкортостана, лауреата государственной премии им. С. Юлаева Салавата Аскарова, 2011).
С 2007 года совмещает учёбу с работой в оперной труппе Башкирского государственного театра оперы и балета в качестве певца-стажёра.
В 2010 году принят в труппу Башкирского государственного театра оперы и балета.
В июне 2011 года принял участие в фестивале «Международные дни оперного искусства», проводимом Международной организацией культуры ТЮРКСОЙ.
С 2013 года — приглашенный солист Государственного театра оперы и балета «Астана Опера» (Казахстан).

## Репертуар
- В. А. Моцарт. «Школа влюблённых, или Так поступают все женщины». Дон Альфонсо
- В. А. Моцарт. «Волшебная флейта». Воин
- Дж. Верди. «Аттила». Аттила
- Дж. Верди. «Риголетто». Спарафучиле, Граф Чепрано
- Дж. Верди. «Аида». Царь Египта
- Ж. Бизе. «Кармен». Эскамильо, Цунига
- Ж. Бизе. «Искатели жемчуга». Зурга
- Дж. Пуччини. «Тоска». Анджелотти
- И. Штраус. «Летучая мышь». Фрош, Громобоец
- И. Кальман. «Сильва». Нотариус
- П. Чайковский. «Евгений Онегин». Гремин, Ротный
- П. Чайковский. «Иоланта». Бертран
- П. Чайковский. «Орлеанская дева». Архиепископ
- Н. Римский-Корсаков. «Снегурочка». Масленица, Бермята
- А. Бородин. «Князь Игорь». Князь Галицкий, Скула
- С. Рахманинов. «Алеко». Старый цыган
- З. Исмагилов. «Салават Юлаев». Сураман, Колой
- З. Исмагилов. «Кодаса». Мухаметша
- Г. Гладков. «Бременские музыканты». Осёл
- Б. Савельев. «День рождения кота Леопольда». Серый мышонок

## Концертный репертуар
- Иоганн Себастьян Бах. Magnificat
- Вольфганг Амадей Моцарт. «Реквием»
- Людвиг ван Бетховен. Симфония № 9
- Иоганнес Брамс. Реквием.

## Награды и премии
- 2009 — I премия Открытого республиканского конкурса им. Г. Альмухаметова (Уфа)
- 2011 — II премия, специальные призы Министерства культуры Республики Башкортостан и Союза композиторов Республики Башкортостан Второго Международного конкурса музыкантов-исполнителей им. З. Исмагилова (Уфа)
- 2011 — дипломант XXIV Международного конкурса вокалистов им. М. И. Глинки (Москва)
- 2012 — I премия и специальный приз жюри за лучшее исполнение народной песни VIII Открытого конкурса музыкантов-исполнителей имени Н. Сабитова (Уфа)
- 2013 — присвоено Почётное звание «Заслуженный артист Республики Башкортостан»
- 2014 — лауреат III премии VII международного конкурса вокалистов Бибигуль Тулегеновой (Астана)
- 2016 — лауреат I премии I международного конкурса вокалистов им. Фёдора Шаляпина (Уфа)
- 2017 — лауреат II Национальной оперной премии «Онегин»[1]
- 2018 — диплом «Артист „Радио России“»[2]
- 2020 — присвоено Почётное звание «Народный артист Республики Башкортостан»